# Старфельт, Карл
Карл Андерс Теодор Ста́рфельт (швед. Carl Starfelt; род. 1 июня 1995 года в Стокгольме, Швеция) — шведский футболист, защитник клуба «Сельта» и сборной Швеции.

## Клубная карьера
Воспитанник клуба «Броммапойкарна». 30 марта 2014 года в матче против клуба «Кальмар» (1:2), дебютировал в составе родного клуба в чемпионате Швеции (Аллсвенскан). В своём дебютном сезоне в чемпионате сыграл 20 игр. В декабре 2016 года продлил контракт с клубом на один год.
В 2017 году подписал трёхлетний контракт с клубом «Гётеборг» из одноимённого города.
13 июля 2019 года подписал четырёхлетний контракт с «Рубином» из Казани. 25 сентября в матче кубка России на стадии 1/16 финала против «Химок», отыграл весь 1-й тайм, но в перерыве был заменён на Олега Данченко.
21 июля 2021 года перешел в «Селтик», подписав четырёхлетний контракт. Сумма трансфера составила £ 4,3 млн.

## Достижения
Командные
«Селтик»
- Победитель шотландской Премьер-лиги (2) — 2021/22, 2022/23
- Обладатель Кубка Шотландии (1) — 2022/23
- Обладатель Кубка шотландской лиги (4) — 2021/22, 2022/23